# 5492 Thoma
Az 5492 Thoma (ideiglenes jelöléssel 3227 T-1) a Naprendszer kisbolygóövében található aszteroida. Cornelis Johannes van Houten,  Ingrid van Houten-Groeneveld,  Tom Gehrels fedezte fel 1971. március 26-án.